# Saskia Meier
Saskia Meier (* 19. März 1997 in Schramberg) ist eine deutsche Fußballspielerin, die für Bayer 04 Leverkusen spielt. Sie gewann die Europameisterschaft 2013/14 mit der U-17-Nationalmannschaft.

## Karriere

### Verein
Saskia Meier begann ihre Karriere bei ihrem Heimatverein SV Waldmössingen und wechselte 2007 in die E-Jugend des SV Zimmern, bei dem sie fünf Jahre in Jungenmannschaften spielte, ehe im Sommer 2012 der Wechsel zum SC Freiburg folgte. Nachdem sie knapp zwei Jahre für die B-Juniorinnen Freiburgs in der B-Juniorinnen-Bundesliga aufgelaufen war, debütierte sie am 27. April 2014 (17. Spieltag) in der Bundesliga: beim 4:1-Heimsieg gegen die TSG 1899 Hoffenheim wurde sie in der 77. Minute für Melanie Leupolz eingewechselt. In ihrem vierten Bundesligaspiel, der Heimpartie gegen den BV Cloppenburg am 8. Juni 2014, gelang ihr mit dem Treffer zum zwischenzeitlichen 6:0 ihr erstes Bundesligator. Die Partie endete 7:2 für die Freiburgerinnen. Nach insgesamt 14 Bundesligaeinsätzen für Freiburg wechselte Meier im Sommer 2015 zum Ligakonkurrenten SC Sand. Zur Saison 2017/18 unterschrieb sie einen Vertrag bei Zweitligisten Bayer 04 Leverkusen.

### Nationalmannschaft
Die Mittelfeldspielerin bestritt am 1. November 2011 mit dem Testspiel der U-15-Nationalmannschaft gegen Schottland erstmals eine Partie für eine deutsche Juniorinnenauswahl. 2013 gewann sie mit der U-16-Nationalmannschaft den Nordic Cup auf Island und gehörte im Dezember desselben Jahres zum 18-köpfigen deutschen Team, das in England die U-17-Europameisterschaft gewann. Dabei scheiterte Meier beim Elfmeterschießen im Finale gegen Spanien zwar mit ihrem Elfmeter an der spanischen Torfrau, da ihre Teamkolleginnen jedoch trafen und die Spanierinnen drei Elfmeter verschossen, wurde Deutschland zum vierten Mal U-17-Europameister. Im März 2014 nahm sie an der U-17-Weltmeisterschaft in Costa Rica teil, scheiterte mit der Mannschaft jedoch bereits in der Vorrunde. Meier stand dort in allen drei Partien über die volle Spielzeit auf dem Platz.

## Erfolge
- Nordic-Cup-Siegerin 2013 (mit den U-16-Juniorinnen des DFB)
- U-17-Europameisterin 2014
- Aufstieg in die Bundesliga 2018 (mit Bayer 04 Leverkusen)